# Nikolaj I. Ruski
Nikolaj I. Ruski oziroma Nikolaj Pavlovič (rusko Николай Павлович), ruski car, poljski kralj, * 6. julij (25. junij, ruski koledar) 1796, Carsko selo pri Sankt Peterburgu, † 2. marec (18. februar) 1855, Sankt Peterburg.
Nikolaj je bil ruski car v obdobju 1825–1855 in poljski kralj v obdobju 1825–30. Kot reakcionaren avtokrat se je upiral vsem spremembam in skrbno pazil, da v Rusiji ne bi prišlo do revolucije. Navzven je bil sprva vojaško uspešen. Z zmagami nad Perzijo in Turčijo je razširil rusko ozemlje. Zadušil je vstajo na Poljskem in pomagal Habsburžanom premagati uporne Madžare. Nasprotoval je prizadevanjem Prusov, da bi pod svojim vodstvom združili Nemčijo. Zaradi svoje neprilagodljivosti in nepopustljivosti je vse evropske velesile obrnil proti sebi. Stopile so na stran Turčije in v krimski vojni zadale Rusiji težak poraz.

## Mladost
Nikolaj je bil tretji sin velikega kneza Pavla in njegove soproge Marije Fjodorovne (po rojstvu Sophie Dorothee von Württemberg). Njegova starejša brata, Aleksander in Konstantin sta bila 19 oz. 17 let starejša od njega. Očeta Pavla, vojaškega obsedenca, ki pa je bil do svojih mlajših otrok prijazen in razumevajoč, so zarotniki ubili, ko je bil Nikolaj star 5 let. Nikolajeva mati je bila v odnosu do otrok hladna in preveč zahtevna.
Nikolajevo šolanje je bilo zastavljeno zelo vsestransko, od uvajanja v družabno življenje, učenja jezikov, naravoslovnih in tehniških znanosti do filozofije, politike in ekonomije. Vendar so Nikolaja zanimale le vojaške znanosti in izšolal se je v dobrega vojaškega inženirja. Vse življenje je ostal po duši vojak. Leta 1814 so mu dovolili, da se je pridružil vojski. Čeprav se ni udeležil nobene bitke, je užil občutje zmagoslavja nad Napoleonom in priložnosti bivanja v Parizu in drugih evropskih mestih.
Za zaključek vzgoje so Nikolaja poslali na potovanje po Rusiji, ki je trajalo od maja do septembra 1816; v tem času je na hitro prepotoval veliko ozemlja in si ustvaril površinski vtis o razmerah v domovini. Potem je za štiri mesece obiskal Anglijo. Obisk parlamenta ga ni navdušil, več somišljenikov je našel v vojaških in mornariških krogih.
Nikolajeva poroka leta 1817 s prusko princeso Šarloto je bila namenjena utrditvi vezi med državama, izkazala pa se je tudi kot srečna zakonska zveza. Nikolaj se je lepo ujel s tastom Friderikom Viljemom III.; očarala sta ga pruski dvor in pruska vojska.
Nekaj mesecev po poroki so Nikolaja imenovali za glavnega inšpektorja vojaških enot in inženirjev. Imel je tudi druge manj pomembne vojaške zadolžitve.

## Prihod na prestol
Nenadna smrt carja Aleksandra I., decembra 1825, je pripeljala do dinastične krize. Ker Aleksander ni zapustil zakonitega naslednika, je vladalo splošno mišljenje, da ga bo nasledil dve leti mlajši brat Konstantin, ki je operativno vladal Poljski. Vendar se je ta leta 1820 poročil s Poljakinjo nekraljevske krvi in se odpovedal pravici do nasledstva. Leta 1822 je Aleksander v ožjem krogu podpisal listino, ki je Nikolaja določala za naslednjega ruskega carja. Toda listina ni bila objavljena in zanjo tudi Nikolaj ni vedel. Vsekakor sta Konstantin in poljska vlada takoj po Aleksandrovi smrti prisegla zvestobo Nikolaju, istočasno pa so Nikolaj, ruska prestolnica in ruska vojska prisegli zvestobo Konstantinu. Šele potem, ko je Konstantin ponovno potrdil svojo odločitev, je Nikolaj objavil tajno Aleksandrovo listino in sprejel položaj carja.
Čas, ko se ni vedelo, kdo je car, in je v državi vladala negotovost, je Severno tajno društvo izkoristilo za organizacijo upora proti carizmu. Med gardo je razširilo lažno vest, da se Konstantin sploh ni odrekel prestolu, ampak da je listina ponarejena in da bo vsaka ponovna prisega vojske bogoskrunstvo.
26. decembra 1825, ko bi morala garda v Petrogradu drugič priseči zvestobo carju, to pot carju Nikolaju, se je 3000 vojakov, zbranih na Senatnem trgu (danes Trg dekabristov) uprlo. Protest se je razvil v t. i. upor dekabristov, ki se je končal krvavo, s številnimi žrtvami; kakih 500 upornikov so zaprli. Malo kasneje, 6. januarja 1926, je prišlo do upora tudi v Ukrajini. Tudi tam je topništvo razbilo upornike; zaprtih je bilo kaki 700 upornikov.
Sledile so obsodbe. Obsojenih je bilo 121 upornikov, dekabristov, 5 voditeljev na smrt. Obveljal je vtis, da je Nikolaj zasedel prestol preko trupel svojega ljudstva in v spopadu s pretečo revolucijo.

## Nikolajeva osebnost
Nikolaj I. je bil avtokrat po izgledu in vedenju, čeden po postavi, dostojanstven, odločen, trd in nepopustljiv. V ozadju njegove vzvišene strogosti pa je tičal strah pred spremembami in revolucijo, katere duh se je širil iz Evrope in se ga je bal že njegov predhodnik. Zato je bil nezaupljiv, skušal je postoriti vse sam, izgubljal se je v dolžnostih in trdem delu in kmalu postal od vseh osovražen. Bil je vdan svoji družini in iskrenemu religioznemu prepričanju.
Ideološko je njegova oblast temeljila na treh stebrih: absolutni oblasti vladarja dani od Boga, uradni ruski cerkvi kot viru etike in idealov, ki dajejo smisel človeškemu življenju in naravi ruskega človeka, ki neomajno podpira vladajočo rodbino. Bil je trdno odločen, da bo takšno stanje ohranil tudi v bodoče.

## Zunanja politika
Car Nikolaj I. se je v zunanji politiki zanašal na moč svoje države in se ni oziral na interese drugih evropskih držav, kar je na koncu pripeljalo do katastrofe v krimski vojni.

### Vojna s Perzijo
Nikolaj I. se je najprej soočil z napetimi odnosi s Perzijo zaradi ozemelj, ki jih je Rusija zavzela v času Aleksandra I. na območju Kavkaza. Tamkajšnje prebivalstvo je bilo na robu vstaje in perzijski princ Abas Mirza je julija 1826 (tudi zaradi pritiska Angležev) s kakimi 30.000 vojaki prodrl preko ruske meje. Ruskim posadkam je z obrambo mesteca Šuša v Karabahu uspelo zadržati Perzijce za 6 tednov, dokler niso prispele ruske okrepitve. Ruski general Ivan Fjodorovič Paskevič je v protiofenzivi večkrat premagal Perzijce in jih potisnil za reko Aras. V maju 1827 so Rusi prekoračili reko, vdrli v Armenijo, oktobra zavzeli Erevan in kmalu za tem Tabris ter prispeli na obale Urmijskega jezera. Z mirom v Turkmančaju, februarja 1828, je postala reka Aras meja med Rusijo in Perzijo, Rusija je dobila veliko vojno odškodnino in trgovske ugodnosti. Povečanje ruskega vpliva na območju je šlo v škodo Angležev.

### Vojna s Turčijo in bojevanje na Kavkazu
Nikolaj se je začel javno proglašati za zaščitnika pravoslavnih kristjanov, zlasti tistih pod turško oblastjo. Marca 1826 je postavil Turkom ultimat, naj zapustijo obdonavska ozemlja (Moldavijo in Vlaško) in izpolnijo obveznosti, ki so jih z mirom v Bukarešti (1812) sprejeli do Srbov (avtonomija, vrnitev ozemelj). Turška vojska je bila tedaj zaradi reforme sultana Mahmuda II., ki je pripeljala do razpustitve janičarjev, zelo oslabljena in sultan je moral s konvencijo v Akermanu (danes Bilgorod Dnistrovskij v Ukrajini, oktober 1826) na vse te zahteve pristati in tudi zagotoviti svobodno plovbo ruskih vojnih ladij iz Črnega v Sredozemsko morje.
Čeprav je bil Nikolaj v splošnem nenaklonjen osvobodilnim gibanjem, pa je pravoslavne Grke podpiral v boju za osamosvojitev. Julija 1827 se je pridružil Angliji in Franciji pri ultimatu, s katerim so od Turčije zahtevali, da prekine sovražnosti z grškimi revolucionarji in podeli Grkom avtonomijo. Ker se Turčija na ultimat ni odzvala, je rusko ladjevje sodelovalo v bitki pri Navarinu (20. oktober 1827), kjer so zavezniki potopili večino turškega in egipčanskega ladjevja. Zaradi sodelovanja v bitki je sultan ruskim ladjam zaprl pot skozi Bospor in razveljavil akermansko konvencijo, na kar je Rusija odgovorila z vojno napovedjo.
Ruska vojska je spomladi leta 1828 prešla reko Prut. Nikolaj je osebno prisostvoval prehodu vojske čez Donavo. Rusi so zavzeli Brăilo in Bukarešto in septembra tudi bolgarsko Varno. Pred zimo so se zaradi bolezni v vojski umaknili v Besarabijo. Maja 1829 je general Dibič ponovno prodrl preko Donave, vkorakal julija v Bolgarijo in avgusta 1829 zavzel Odrin.
Med tem je druga ruska vojska pod vodstvom generala Paskeviča preko Gruzije prodrla v severno Anatolijo, kjer je med drugim zavzela trdnjave Kars, Doğubeyazıt in, junija 1829, Erzurum. Lokalno armensko prebivalstvo ji je nudilo veliko podpore.
Nikolaj bi tedaj lahko Turčijo tudi uničil, a mu je bolj kot razkosana ustrezala oslabljena Turčija. Zato je 2. septembra 1829 v Odrinu sklenil s Turki mir. Z mirom je Rusija dobila velik del črnomorske obale z delto Donave; Turčija je Rusiji priznala oblast v Gruziji in današnji Armeniji; Turčiji je bila naložena velika odškodnina, dokler pa odškodnina ni bila plačana, je imela Rusija pravico protektorata nad Moldavijo in Vlaško (kar je potem trajalo do konca krimske vojne); Srbom je bila priznana avtonomija. Zagotovljena je bila prosta plovba ruskih vojnih vojnih ladij iz Črnega v Sredozemsko morje. Grki so dobili suverenost leta 1830, z londonskim sporazumom.
Rusija je imela tedaj dobre odnose s Kitajsko; leta 1827 si je s pogodbo zagotovila trgovske in druge ugodnosti, kar je pripeljalo do tega, da se je po kitajskih pokrajinah naselilo veliko Rusov.
Rusi so obvladovali južni Kavkaz in z osvojitvijo Dagestana začeli prodirati tudi na njegovo severno stran. Ruski kolonisti so tam prihajali v stik in kmalu tudi v spore s Čerkezi in Abhažani. Ko je domače prebivalstvo sprejelo verski fanatizem imama Šamila, so spori prerasli v vojno. Upornike so podpirali Angleži, tako da je ta vojna trajala 25 let in do leta 1844 vezala 200.000 ruskih vojakov.

### Vstaja na Poljskem
Leta 1830 je v Rusiji izbruhnila kolera in za njo upori v Sevastopolu, Novgorodu in Stari Rusiji. Še večji udarec za carja Nikolaja pa je bila leta 1831 vstaja Poljakov, ki jim je Nikolajev brat Konstantin vzel še tisto svobodo, ki so jo dobili z ustavo carja Aleksandra I. Poljaki, ki so mrzili Ruse, so si želeli samostojnosti. Revolucija v Franciji in osamosvojitev Belgije sta jim vzbudili upanje, da se bodo tudi oni s pomočjo Zahoda lahko osamosvojili.
Vstajo so pozimi 1831 začeli gojenci vojne šole v Varšavi. Napadli so Konstantinov dvor. Konstantin (kraljevi namestnik na Poljskem) je zbežal, tiste pa, ki niso uspeli zbežati, so uporniki brez milosti pobili. Vstaja je dobila velike razsežnosti. Vstajnikom se je pridružila poljska vojska (razen enega konjeniškega polka, ki je varoval Konstantina v vasi Viržbo). Pet generalov, ki tega niso hoteli storiti, so ubili.
Del vstajnikov je kmalu spoznal, da proti Rusom nimajo veliko izgleda za uspeh. Predlagali so pogovore s Konstantinom, toda Nikolaj je zavrnil vsako možnost pogovarjanja, dokler vstajniki ne priznajo brezpogojne pokorščine. Vodstvo vstaje je tedaj prevzel knez Radživil in poljska skupščina je, v (naivnem) pričakovanju pomoči Francozov in Angležev, Romanove odstavila s poljskega prestola. Začasna poljska vlada je pod orožje vpoklicala 80.000 mož.
Nikolaj je pozimi 1831 poslal na Poljsko generala Dibiča s 120.000 vojaki. Začelo se je dolgotrajno bojevanje s spremenljivimi uspehi, največ vojakov pa je na obeh straneh pobrala kolera; za njo sta umrla tudi knez Konstantin in general Dibič. Med tem so se Poljaki med seboj sprli in borba za oblast je pripeljala do njihovega medsebojnega ubijanja. To je Poljake tako oslabilo, da je ruska vojska kmalu vkorakala v Varšavo. Nikolaj je temeljito obračunal z vsemi osvobodilnimi težnjami Poljakov.
Množica poljskih beguncev je preplavila Evropo in po njej so širili mržnjo proti Rusiji. V Parizu so demonstranti razbili okna ruske ambasade. Odnosi med Francijo in Rusijo so postali vse bolj napeti. Tedaj je prišel car Nikolaj na idejo, da bi z obnovo Svete alianse zaustavil evropske svobodnjaške težnje. Očitno ni opazil, da je bil njegov položaj najmočnejšega evropskega vladarja le še formalen. Dejansko ni imel vpliva, ki bi alianso ponovno povezal.

### Vse večja izoliranost Rusije
Egiptovski sultan Muhamed Ali Paša (turški vazal) ki se mu je zdelo, da ni bil dovolj nagrajen za pomoč Turčiji v grški osamosvojitveni vojni, je leta 1831 napadel Turčijo, zavzel ozemlja do Sirije in že ogrožal Carigrad. Ker Anglija in Francija nista kazali pripravljenosti, da ga zaustavita, je turški sultan Mahmud II. zaprosil za pomoč Ruse. Nikolaj I. je pomoč rade volje obljubil in decembra 1832 poslal vojsko na reko Prut. Ruska grožnja je zaustavila egiptovskega sultana. Naslednje leto sta Rusija in Turčija sklenili pogodbo, s katero je Nikolaj I. nudil sultanu vsakršno pomoč za ohranitev oblasti. V tajnem delu pogodbe je sultan carju obljubil, da bo na njegovo zahtevo zaprl plovbo skozi Dardanele. S tem je Turčija postala popolnoma odvisna od Rusije, česar pa Evropa ni mogla dopustiti. Leta 1841 je bila plovba skozi Dardanele urejena s sporazumom med Rusijo, Veliko Britanijo, Francijo, Avstrijo, Prusijo in Turčijo po katerem so bile Dardanele zaprte za vse vojne ladje, razen turških in v primeru vojne tudi vojnih ladij sultanovih zaveznikov.
Nikolaj je bil že od nekdaj nerazpoložen do Francozov, od katerih so prihajale vse svobodnjaške teženje, kar je bilo čutiti tudi v njegovi diplomaciji. Do Prusije se je obnašal pokroviteljsko in se neprestano vmešaval v njeno politiko. Nasprotoval je prizadevanju Prusov, da bi narodnostna gibanja izkoristili za prevzem vodstva nemških dežel. Leta 1849 je podprl Franca Jožefa, da je ob uporu Madžarov ohranil habsburško oblast v avstrijskem cesarstvu.
Po meščanskih revolucijah v letu 1848 se je razpoloženje Evrope do Nikolaja I. in njegovega rožljanja z orožjem še poslabšalo. Anglija je poskušala Turčijo obrniti proti Rusiji in Francija ji je pri tem pomagala. Niti Avstrija ni kazala hvaležnosti za pomoč v letu 1849. Evropske države zato tudi niso bile naklonjene Nikolajevim prizadevanjem, da bi postal verski in politični zaščitnik vseh pravoslavnih kristjanov. To svojo idejo je prvič predstavil Angležem leta 1844 in potem še nekajkrat, vendar nikdar ni dobil odgovora.

### Uvod v krimsko vojno
Ko je leta 1852 prišlo do nesoglasja med Rusijo Turčijo in Francijo glede pravice protektorata nad svetimi mesti v Palestini, je Nikolaj, kljub angleški neodzivnosti, naivno mislil, da bo lahko Angleže pritegnil na svojo stran. Na zaupnem srečanju z angleškim poslanikom je govoril preveč odkrito, tako da je ta razumel, da namerava car razkosati Turčijo in njen večji del pripojiti Rusiji.
To so potrjevala tudi Nikolajeva dejanja. Ruski general Gorčakov je zasedel Vlaško in Moldavijo. Anglija in Francija sta v odgovor poslali svoji ladjevji proti ožinam, ki vodijo v Črno morje. Avstrija in Prusija sta poskušali sklicati mednarodno konferenco, do katere pa ni prišlo. Očitna nenaklonjenost velesil Rusiji je dala Turkom korajžo, da so začeli proti Rusiji vojno. Vojaške operacije so potekale ob Donavi. Ruski admiral Nahimov je pozimi 1853 pri Sinopu potopil turško črnomorsko ladjevje. 5 decembra 1853 so se na Dunaju sestale velike sile brez Rusije. Od Nikolaja so zahtevale, da konča vojno, ker ne bodo dopustile nikakršnih ozemeljskih sprememb na vzhodu. Kot vedno je car zavrnil tudi ta poziv, na kar je francosko in angleško ladjevje (več kot 360 ladij, jadrnic in parnikov) zaplulo v Črno morje. Zastarele ruske jadrnice tolikšnemu ladjevju niso bile kos in so se umaknile v zaščito pristanišč.
V začetku leta 1854 je Napoleon III. lastnoročno napisal Nikolaju I. pismo, da bi ga pridobil za pogajanja. Potem ko je Nikolaj tudi to zavrnil, so Angleži javno objavili vse, kar je car na srečanju z angleškim poslanikom nespoštljivega govoril o Prusih, Francozih in Avstrijcih. Tedaj so se vsi združili proti Rusiji in spomladi 1854 obljubili podporo Turčiji.
Septembra 1854 so se vojske Turčije, Francije in Anglije izkrcale na Krimskem polotoku. Obkolili so Sevastopol. Rusi so sami potopili svoje ladje na vhodu v Sevastopolski zaliv, da bi preprečili vstop v pristanišče. Sevastopol se je branil 349 dni. Nikolaj njegovega padca (september 1855) ni dočakal. Februarja 1855 je umrl.

## Notranja politika

### Način Nikolajevega vladanja
V skladu s svojim značajem in pogledi na vladanje je želel imeti Nikolaj vsa dogajanja pod nadzorom. Za najbližje sodelavce si je izbral vojake in jih po vojaško vodil. Institucije starega upravnega sistema (ministrstva, državni svet in senat) so med njegovim vladanjem izgubile na pomenu. Njihovo vlogo je prevzela »osebna pisarna njegovega veličanstva«, ki je bila prvotno namenjena le reševanju zadev, ki so zahtevale vladarjevo osebno prisotnost, potem pa je dobila šest novih oddelkov, med katerimi je bil najpomembnejši tretji, v katerem je bila skoncentrirana vsa represivna moč države, saj je imel nadzor nad politično policijo, cenzuro in vojsko. Njegovi vodji, Alexander von Benckendorff in Aleksej Fjodorovič Orlov, sta bila cesarjeva najtesnejša sodelavca in sta ga spremljala na inšpekcijah po Rusiji, na katerih se je skušal kazati kot pravi oče, ki se zanima za vsakdanje življenje svojega ljudstva, njegova upanja in strahove.
Nikolaj se je za vodenje državnih poslov najraje posluževal priložnostnih odborov, sestavljenih iz njegovih maloštevilnih zaupnikov, in posebnih odposlancev, ki so njegove ukaze izvrševali neposredno, hitro in natančno. To pa je v ozadju pogosto vodilo v zmedo in korupcijo.

### Delo okrog reform
Takšna naravnanost carja in način dela pa niso mogli pripeljati do nobenih pomembnih reform, kljub temu da se je Nikolaj zavedal, da Rusija reforme nujno potrebuje. Takoj po prevzemu oblasti je ustanovil t. i. »odbor 6. december« (ker je bil ustanovljen na ta dan leta 1826), ki je dobil nalogo, da pregleda zapuščino Aleksandra I. Odbor je v štirih letih preštudiral vse probleme tedanje Rusije. Predlagal je številne reforme in zakone (pri čemer si bistvenih sploh ni upal predložiti), a Nikolaj z njimi ni bil zadovoljen in je odbor razpustil.
Ponovno je aktiviral Mihaila Speranskega, reformista Aleksandra I., ki je v 25 knjigah zbral vse ruske zakone od leta 1649 in nato v 14 knjigah še vse veljavne zakone (Свод законов Российской империи). Zbornik zakonov je leta 1835 postal obvezni zakonik Rusije (Nikolaj je za to delo Speranskega nagradil z nazivom grofa). Tem zakonom je bila dodana 15. knjiga, nekak kazenski zakonik, eden najbolj drakonskih sploh; za vsako delovanje proti državi je bila zahtevana smrtna kazen.
Nikolaj je vedel, da je tlačanstvo, ki ga je ohranjala edino še Rusija, velika krivica in slabost ruske družbe, a je menil, da bi bilo spreminjanje takšne ureditve še slabše. Zato je dopustil le minimalne spremembe: prepovedano je bilo prodajanje kmetov brez zemlje in omejena je bila pravica gospodarjev, da tlačane kaznujejo s prisilnim delom v Sibiriji. Izboljšali so položaj tlačanov na državnih posestvih, čemur pa drugi zemljiški gospodje niso sledili. Število tlačanov se je le počasi zmanjševalo.

### Razvoj revolucionarne misli
Nikolaj izobraževanja ni podpiral. Kljub temu se je v njegovem času v Rusiji pojavila vrsta znanstvenikov. Vzniknili so vrhovi ruske književnosti Puškin, Lermontov, Gogolj, Dostojevski, Turgenjev, Gončarov, Belinski (književni kritik). Izobraženci so se delili v dve skupini: prvo, slovanofile, ki so bodočnost Rusije videli v tradiciji ruskega ljudskega življenja in se bi najraje izognili liberalizmu in vsem oblikam demokracije, je oblast podpirala, medtem ko je drugo, »zahodnjake«, ki bi želeli po evropski poti razvoja, preganjala; mnogi med njimi so se umaknili v tujino (Bakunin, Hercen), mnogi so bili zaprti; prepovedana je bila marsikatera knjiga, predstava, opera.
Vse to je oblikovalo rusko revolucionarno misel, ki je, čeprav sprva romantična in utopično socialistična, izzvala surovo cesarjevo obračunavanje. Znan je obračun z intelektualci, ki so se zbirali okrog Mihaila Petraševskega: enaindvajset (med njimi so bili Dostojevski, Saltikov) so jih leta 1849 obsodili na smrt in jim pred puškinimi cevmi (na Semjonovskem trgu v Petrogradu) sodbo spremenili v prisilno delo v Sibiriji. Zelo odmeven je bil tudi spor med carjem in Pjotrom Čaadajevom, ki je tedanje veliko zanimanje za zgodovino Rusije preusmeril na problem usode Rusije. Znan je postal po svojih osmih »filozofskih pismih«, od katerih je bilo leta 1836 objavljeno samo prvo.V njem vidi minulo in sodobno Rusijo zelo črno, napoveduje pa ji blestečo prihodnost, ki bo rešila Evropo, ki je na svoji poti zašla). Nikolaj je Čaadajeva proglasil za norega in ga dal zapreti v norišnico.

## Nikolajeva smrt
Z vojaškimi zmagami v Turčiji, Perziji, Kavkazu, Poljski, Ogrski je Nikolaj I. ruskemu narodu krepil samozavest in vzdrževal sanje o mogočni, vseslovanski Rusiji, ki bo zavzela Carigrad in Jeruzalem. Te sanje so se kruto podrle šele ob spoznanju bližajoče se katastrofe v krimski vojni. Tedaj se je po Rusiji bliskovito razširila nenaklonjenost do Nikolaja; začeli so krožiti tajno tiskani pamfleti, ki so opisovali obupne razmere v Rusiji in pozivali ljudstvo k prebujenju. Vmes so bile hude obtožbe, ki jih je Nikolaj bral, vedel je da so resnične, a ni mogel ničesar popraviti. Smrt je zanj prišla kot odrešitev. Že močno prehlajen se februarja 1855 (morda namerno) ni varoval pred mrazom in kmalu umrl za pljučnico.
Nikolaja I. je nasledil njegov sin Aleksander II.

## Družina
Nikolaj I. se je leta 1817 poročil s Šarloto Prusko (1798–1860), ki je dobila pravoslavno ime Aleksandra Fjodorovna. Oba sta bila v četrti generaciji potomca  Friderika Viljema I. Pruskega. Imela sta 8 otrok:
- Aleksander II. (1818–1881), ruski cesar ∞ Marie von Hessen-Darmstadt
- Marija (1819–1876) ∞ vojvoda Maximilian de Beauharnais von Leuchtenberg
- Olga (1822–1892) ∞ kralj Karl I.von Württemberg
- Aleksandra (1825–1844) ∞ deželni grof Friedrich Wilhelm von Hessen-Kassel zu Rumpenheim
- Elizabeta (1826–1829)
- Konstantin (1827–1892), veliki knez Rusije ∞ Alexandra von Sachsen-Altenburg
- Nikolaj (1831–1891), veliki knez Rusije ∞ Alexandra von Oldenburg
- Mihael (1832–1909), veliki knez Rusije ∞ Cäcilie von Baden